# James Hall (directeur de publication)
Pour les articles homonymes, voir James Hall et Hall.
James A. Hall (Letchworth Garden City, 18 juillet 1918 - 22 août 2007), est un directeur de publication anglais remarqué pour ses ouvrages sur l'histoire de l'art.

## Biographie
Il naît à Letchworth Garden City, dans le Hertfordshire, en Angleterre, et quitte les études à 17 ans, se lance dans la publicité commerciale mais son élan professionnel est brisé par l'arrivée de la Seconde Guerre mondiale.
Objecteur de conscience, il entre dans les volontaires de la Friends' Ambulance Unit en 1940, et en 1941, il est en Afrique du Nord, dans le 1er military mobile hospital.
En 1943, il est transféré en Syrie, travaillant pour le unités mobiles de soins et retourne en Angleterre en 1943.
Il travaille entre 1946 et 1974 dans divers domaines de l'édition (en 1948 chez JM Dent at Letchworth Garden City) à Bedford Street et à Covent Garden, et, en 1972 il devient directeur de publication chez JM Dent & Sons.
Son métier requiert de lourdes responsabilités, supervisant la production des titres de la Everyman's Library, de la cinquième édition de l'Everyman's Encyclopaedia, et pour une part, de la sixième.
James Hall a entretenu, tout au long de sa carrière professionnelle, sa passion pour l'art, la littérature, la musique et le théâtre, visitant à de nombreuses reprises la National Gallery, se posant de multiples questions sans trouver d'ouvrages y répondant, et décide d'en écrire.
Il fréquente assidûment la Victoria and Albert Museum library et la London Library. Il s'oblige à apprendre le français, puis l'italien et l'espagnol en utilisant les méthodes de langue disponibles sur disques vinyle.
L'ouvrage qui lui vaut sa renommée, le Hall's Dictionary of Subjects and Symbols in Art, est publié en 1974 et a été traduit en 12 langues, devient un ouvrage de référence dans les bibliothèques, est inscrit dans les listes de lecture des universités, et beaucoup de spécialistes s'étonnent de sa qualité issue d'un auteur sans plus de formation de base.
Le livre qui lui a procuré le plus de satisfactions est A Journey to the West: the Diary of a Seventeenth Century Pilgrim from Bologna to Santiago de Compostela by Domenico Laffi (1997), pour la traduction accompagnée de son commentaire du récit (1681) d'un des trois voyages, Viaggio in Ponente, de Laffi, prêtre italien de Bologne, à Compostelle, et les recherches qu'il a entreprises avec sa femme Stella sur les traces des pèlerins à travers la France, l'Italie, et les villes du nord de l'Espagne.

## Ouvrages publiés
- Dictionary of Subjects and Symbols in Art, Dictionnaire des sujets et des symboles dans l'art, (1974)  (ISBN 978-0719541476)
- The Pocket Dictionary of Art Terms. 2d ed. London: Murray, (1980)
- A History of Ideas and Images in Italian Art. New York, Harper & Row, (1983)
- A Journey to the West: the Diary of a Seventeenth Century Pilgrim from Bologna to Santiago de Compostela by Domenico Laffi, (1997)  (ISBN 978-9074310284)
- The world as sculpture : the changing status of sculpture from the Renaissance to the present day, (1999)
- Michelangelo: Slave to the Flesh and Bone, Biographie de Michel-Ange, (2005)